# Michael Petrus
Michael Petrus (* 1986 Klatovy) je český creative/art director a brand designér, původně český ilustrátor a komiksový kreslíř, který se stal v průběhu kariéry více kreativcem. Jeho práce na značkách je charakteristická tím, že Petrus vdechuje značkám právě kreslený rukopis a tím dělá jejich vizuální komunikaci unikátní.

## Raná kariéra
Proslavil se díky spolupráci s českým časopisem ABC, kterému vytvořil několik obálek. Spolupracoval na komiksech, které v ABC vychází od roku 2011, jejichž spoluautorem je scenárista Viktor Šauer. V roce 2010 se objevil jeho komiks o práci profesora Antonína Holého v českém pavilonu na Expo 2010 v Šanghaji. Kromě komiksů dělal např. přebaly série knih irské autorky Tany Frenchové pro nakladatelství Argo nebo obálku pro knihu Válka s mloky od Karla Čapka u vydavatelství Millennium Publishing.
V roce 2013 Petrus založil ilustrátorské studio artBLOCK (dříve profiKOMIKS) a rozhodl se protlačit komiks do reklamní sféry. V roce 2014 prošli společně s Viktorem Šauerem, jako první čeští autoři, úspěšnou komiksovou kampaní na Kickstarteru se svým komiksem Na břehu Snů (On the Coast of Dreams). V roce 2015 se Petrus objevil jako tvůrce a zakladatel u výtvarně-technologického komiksového startupu Nanits Chronicles.

## Činnost

### Vzdělávání
Petrus se začal v roce 2014 zabývat jako jeden z prvních v ČR osvětou a profesionálním vzděláváním kreativních profesionálů jako jsou ilustrátoři, designéři a další tvůrci. Vedle své lektorské činnosti a workshopů hledal formu, která české scéně chyběla, a tak vznikl pod jeho vedením pořad Kreativní Kreatury, který vydává společně s Tomášem Sobelem.[zdroj?]
V současnosti se Petrus věnuje podnikatelskému poradenství a mentoringu pro kreativní freelancery a studia.[zdroj?]

## Inovace v komiksu

### Nanits Comics
V roce 2015 spoluzaložil Petrus výtvarně technologický start-up Nanits Comics (dříve Nanits Universe), který měl za úkol přivést komiksy k životu. Z inovativní formy tvorby a čtení digitálních komiksů vznikla revoluční platforma k šíření a prodeji digitálních komiksů ve formě, která byla přizpůsobena pro intuitivní čtení na obrazovkách a mobilních zařízení. Start-up vyhrál několik soutěží, a tak pomohl tvůrcům dostat se do Silicon Valley, kde mohli takto unikátní český projekt začít rozšiřovat na světovou úroveň.
Projekt vznikl na základě Petrusovy touhy zpracovat původní českou sci-fi ságu Nanits Chronicles, jejímž autorem je Robert Kaločai, do digitální podoby, která bude využívat možností soudobých moderních technologií. První zainvestování projektu Nanits Chronicles bylo druhou úspěšnou komiksovou kampaní na Kickstarteru, kterou Petrus prošel.[zdroj?]
V roce 2020 vyšla u Nakladatelství Epocha stejnojmenná komiksová kniha Nanits Chronicles, kde Petrus sehrál roli art directora, koloristy a storyboardisty. Kniha byla konverzí digitální formy komiksu do papírové podoby a je souborným dílem tří příběhů ze světa Nanits, na kterých pracovala řada českých i zahraničních tvůrců.

## Dílo

### Komiks (výběr)
- art direkce storyboard Nanits Chronicles, scénář Robert Kaločai
- komiksový koloring Nanits Chronicles – CES 2177, 2017, scénář Robert Kaločai a Viktor Šauer
- komiksový román On the Coast of Dreams (Na Břehu Snů), Kickstarter edition, 2016, scénář Viktor Šauer
- komiksová spolupráce s časopisem BRIDGE a GATE, Nakladatelství Bridge, 2013-2014
- komiksový vzdělávací projekt pro Národní muzeum, Dotkni se 20. století, 2013, scénář Viktor Šauer
- komiksový seriál Obloha zítřka, ABC (časopis), 2012 - 2013, scénář Viktor Šauer
- komiksový seriál GEN7, ABC (časopis), 2011 - 2012, scénář Viktor Šauer
- komiks 21guns, 2011, BubbleGun #5
- komiksový seriál G2R: Tajemná Hra, časopis Junior, 2010, scénář Zdeněk Ležák
- komiks o prof. Holém pro český pavilon na Expo 2010, Šanghaj, scénář Viktor Šauer
- komiks Isabel, Comics&Manga Book 4, 2010, scénář Attila Vladislas
- komiks Boží Klid®, Comics&Manga Book 3, 2009, scénář Viktor Šauer
- komiks Břečťan, 2008, BubbleGun #2, scénář Viktor Šauer

### Ilustrace (výběr)
- Obálka a ilustrace knihy Parkourista, Eva Dolejšová, Yoli, 2019
- Obálka knihy Temná zahrada, Tana French, Argo, 2019
- Obálka knihy Vetřelec, Tana French, Argo, 2017
- Obálka knihy Nová Planeta, Martin Vopěnka, Argo, 2015
- Obálka knihy Prvorozený, Filip Alexanderson, Albatros Media, 2015
- Obálka knihy Válka s mloky, Karel Čapek, Millennium Publishing, 2014
- Obálka knihy A v tu chvíli je po lásce, Junot Díaz, Argo, 2014
- Obálka knihy Ztracený přístav, Tana French, Argo, 2013
- Obálka knihy Dobrý Otec, Hawley Noah, Argo, 2013
- Obálka knihy Na Věrnosti, Tana French, Argo, 2012
- Obálka knihy Podoba, Tana French, Argo, 2011
- Obálka knihy V Lesích, Tana French, Argo, 2010
- Obálka knihy Krátký, leč divuplný život Oskara Wajda, Junot Díaz, Argo, 2008

## Ocenění
- TOP 10 Živnostník roku 2023 pro region Plzeňského kraje
- Obal roku 2020, v kategorii Ostatní, Neonové obrázky (Albi), jako studio artBLOCK, 2020
- Křišťálová Lupa 2019, Nominace Nanits Comics v kategorii Globální projekty Českých tvůrců, 2019
- 3. místo v soutěži Zlatý středník v kategorii nejlepší obsahová strategie (jako art director v týmu), 2019
- TOP 10 v soutěži „Startup World Cup 2017“ (středoevropské kolo, s komiksovým projektem Nanits Chronicles)
- 1. místo v soutěži „Creative Business Cup CZ 2016“ (s komiksovým projektem Nanits Chronicles)
- 1. místo v soutěži „Bitva knižních obálek roku 2014″, XB-1
- 2. místo za nejlepší komiks Boží Klid® (scénář Viktor Šauer) na mezinárodním festivalu Comic ShowRoom ve Veles, 2009
- 3. místo za nejlepší komiks Vůně Strachu (scénář Viktor Šauer) na mezinárodním festivalu Comic ShowRoom ve Veles, 2014

## Společné a samostatné výstavy
- 2015 MICHAEL PETRUS: Živit se komiksem
- 2013 Život po životě
- 2013 Nemesis 2.0
- 2012 Nemesis V Arkádách
- 2011 Poslové Temnot
- 2011 BubbleGun v UG
- 2011 Výstava autorských tisků v KCN v Praze (Fan City)
- 2010 EXPO Šanghai
- 2010 Visual Manual Pilsen
- 2010 Líheň
- 2009 Pij s rozumem (PSR)

## Další publikace
- Komiksová kniha Nanits Chronicles, Nakladatelství Epocha, 2020
- Komiksový román On the Coast of Dreams (Na Břehu snů), Kickstarter edition, 2016
- Nový český komiks 2000 - 2012, Ministerstvo kultury České republiky, 2012
- Nemesis 2012, Book and Cards, 2012